# Cassida atrofemorata
Cassida atrofemorata is een keversoort uit de familie bladkevers (Chrysomelidae). De wetenschappelijke naam van de soort werd in 2002 gepubliceerd door Borowiec & Sassi.